# Consiliile locale ale Maltei
Începând din 30 iunie 1993, Malta a fost subdivizată în 68 de localități guvernate de consilii locale (în malteză kunsilli lokali), unități administrative asemănătoare municipalităților sau borough-urilor. Acestea formează cea mai simplă formă de guvernare locală și nu există ranguri administrative intermediare între ele și nivelul național. Rangurile administrative ale celor 6 districte (din care 5 pe insula Malta) și ale celor 5 regiuni (din care 4 pe insula Malta) servesc doar unor scopuri statistice.
Conform Legii consiliilor locale (Capitolul 363, Art. 3 din Dreptul Maltez):

(1)  „Every locality shall have a Council which shall have all such functions as are granted to it by this Act”
(Fiecare localitate va avea un consiliu, care va dispune de toate funcțiile care îi sunt acordate prin prezenta lege)

...

(5) „Each locality shall be referred to by the name as designated in the Second Schedule and any reference to that locality shall be by the name so designated.”

(Fiecare localitate va fi menționată sub numele stabilit în Anexa a II-a, iar orice referire la acea localitate se va face folosind denumirea stabilită în acest sens.)

Legea de creare a consiliilor locale a stabilit și stemele fiecărei localități. Un amendament la această lege a modificat și oficializat numele tuturor localităților. 

## Lista consiliilor locale ale Maltei
Limba malteză și cea engleză sunt ambele oficiale în Malta.
| Drapel | Denumirea engleză | Denumirea malteză                                         | Insulă       | Suprafață (km) | Populație (estimare din 2019) |
| ------ | ----------------- | --------------------------------------------------------- | ------------ | -------------- | ----------------------------- |
|        | Attard            | Il-Kunsill Lokali ta' Ħ'Attard                            | Malta        | 6,6            | 11.377                        |
|        | Balzan            | Il-Kunsill Lokali ta' Ħal Balzan                          | Malta        | 0,6            | 4.689                         |
|        | Birgu             | Il-Kunsill Lokali tal-Birgu (Città Vittoriosa)            | Malta        | 0,5            | 2.489                         |
|        | Birkirkara        | Il-Kunsill Lokali ta' Birkirkara                          | Malta        | 2,7            | 24.356                        |
|        | Birżebbuġa        | Il-Kunsill Lokali ta' Birżebbuġa                          | Malta        | 9,2            | 12.915                        |
|        | Cospicua (Bormla) | Il-Kunsill Lokali ta' Bormla (Città Cospicua)             | Malta        | 0,9            | 5.170                         |
|        | Dingli            | Il-Kunsill Lokali ta' Ħad-Dingli                          | Malta        | 5,7            | 3.711                         |
|        | Fgura             | Il-Kunsill Lokali tal-Fgura                               | Malta        | 1,1            | 12.449                        |
|        | Floriana          | Il-Kunsill Lokali tal-Floriana                            | Malta        | 0,94           | 2.032                         |
|        | Fontana           | Il-Kunsill Lokali tal-Fontana (It-Triq tal-Għajn)         | Gozo         | 0,5            | 922                           |
|        | Għajnsielem       | Il-Kunsill Lokali t'Għajnsielem                           | Gozo, Comino | 7,2            | 2.931                         |
|        | Għarb             | Il-Kunsill Lokali tal-Għarb                               | Gozo         | 4,6            | 1.298                         |
|        | Għargħur          | Il-Kunsill Lokali ta' Ħal Għargħur                        | Malta        | 2              | 2.857                         |
|        | Għasri            | Il-Kunsill Lokali tal-Għasri                              | Gozo         | 5              | 424                           |
|        | Għaxaq            | Il-Kunsill Lokali ta' Ħal Għaxaq                          | Malta        | 3,9            | 4.860                         |
|        | Gudja             | Il-Kunsill Lokali tal-Gudja                               | Malta        | 2,3            | 3.184                         |
|        | Gżira             | Il-Kunsill Lokali tal-Gżira                               | Malta        | 1,5            | 11.669                        |
|        | Ħamrun            | Il-Kunsill Lokali tal-Ħamrun                              | Malta        | 1,1            | 9.743                         |
|        | Iklin             | Il-Kunsill Lokali tal-Iklin                               | Malta        | 1,7            | 3.422                         |
|        | Kalkara           | Il-Kunsill Lokali tal-Kalkara                             | Malta        | 1,8            | 3.059                         |
|        | Kerċem            | Il-Kunsill Lokali Ta' Kerċem                              | Gozo         | 5,5            | 1.938                         |
|        | Kirkop            | Il-Kunsill Lokali ta' Ħal Kirkop                          | Malta        | 1,1            | 2.397                         |
|        | Lija              | Il-Kunsill Lokali ta' Ħal Lija                            | Malta        | 1,1            | 3.202                         |
|        | Luqa              | Il-Kunsill Lokali ta' Ħal Luqa                            | Malta        | 6,7            | 6.162                         |
|        | Marsa             | Il-Kunsill Lokali tal-Marsa                               | Malta        | 2,8            | 5.454                         |
|        | Marsaskala        | Il-Kunsill Lokali ta' Marsaskala (Wied il-Għajn)          | Malta        | 5,4            | 14.592                        |
|        | Marsaxlokk        | Il-Kunsill Lokali ta' Marsaxlokk                          | Malta        | 4,7            | 3.660                         |
|        | Mdina             | Il-Kunsill Lokali tal-Imdina (Città Notabile)             | Malta        | 0,9            | 243                           |
|        | Mellieħa          | Il-Kunsill Lokali tal-Mellieħa                            | Malta        | 22,6           | 11.389                        |
|        | Mġarr             | Il-Kunsill Lokali tal-Imġarr                              | Malta        | 16,1           | 3.802                         |
|        | Mosta             | Il-Kunsill Lokali tal-Mosta                               | Malta        | 6,8            | 20.988                        |
|        | Mqabba            | Il-Kunsill Lokali tal-Imqabba                             | Malta        | 2,6            | 3.339                         |
|        | Msida             | Il-Kunsill Lokali tal-Imsida                              | Malta        | 1,7            | 13.713                        |
|        | Mtarfa            | Il-Kunsill Lokali tal-Imtarfa                             | Malta        | 0,7            | 2.615                         |
|        | Munxar            | Il-Kunsill Lokali tal-Munxar                              | Gozo         | 2,8            | 1.454                         |
|        | Nadur             | Il-Kunsill Lokali tan-Nadur                               | Gozo         | 7,2            | 4.509                         |
|        | Naxxar            | Il-Kunsill Lokali tan-Naxxar                              | Malta        | 11,6           | 14.891                        |
|        | Paola             | Il-Kunsill Lokali ta' Raħal Ġdid                          | Malta        | 2,5            | 8.706                         |
|        | Pembroke          | Il-Kunsill Lokali ta' Pembroke                            | Malta        | 2,3            | 3.842                         |
|        | Pietà             | Il-Kunsill Lokali Tal-Pietà                               | Malta        | 0,5            | 4.892                         |
|        | Qala              | Il-Kunsill Lokali tal-Qala                                | Gozo         | 5,9            | 2.284                         |
|        | Qormi             | Il-Kunsill Lokali ta' Ħal Qormi (Città Pinto)             | Malta        | 5              | 16.801                        |
|        | Qrendi            | Il-Kunsill Lokali tal-Qrendi                              | Malta        | 4,9            | 2.800                         |
|        | Rabat             | Il-Kunsill Lokali tar-Rabat                               | Malta        | 26,6           | 11.470                        |
|        | Safi              | Il-Kunsill Lokali ta' Ħal Safi                            | Malta        | 2,3            | 2,280                         |
|        | St. Julian's      | Il-Kunsill Lokali ta' San Ġiljan                          | Malta        | 1,6            | 13.792                        |
|        | St. Paul's Bay    | Il-Kunsill Lokali ta' San Pawl il-Baħar                   | Malta        | 14,47          | 29.097                        |
|        | San Ġwann         | Il-Kunsill Lokali ta' San Ġwann                           | Malta        | 2,6            | 14.720                        |
|        | San Lawrenz       | Il-Kunsill Lokali ta' San Lawrenz                         | Gozo         | 3,6            | 748                           |
|        | Sannat            | Il-Kunsill Lokali Ta' Sannat                              | Gozo         | 3,8            | 2.117                         |
|        | Santa Luċija      | Il-Kunsill Lokali ta' Santa Luċija                        | Malta        | 0,7            | 2.954                         |
|        | Santa Venera      | Il-Kunsill Lokali ta' Santa Venera                        | Malta        | 0,9            | 7.590                         |
|        | Senglea (Isla)    | Il-Kunsill Lokali tal-Isla (Città Senglea, Città Invicta) | Malta        | 0,2            | 2.720                         |
|        | Siġġiewi          | Il-Kunsill Lokali tas-Siġġiewi (Città Ferdinand)          | Malta        | 19,9           | 8.721                         |
|        | Sliema            | Il-Kunsill Lokali ta' Tas-Sliema                          | Malta        | 1,3            | 22.591                        |
|        | Swieqi            | Il-Kunsill Lokali tas-Swieqi                              | Malta        | 3,1            | 14.452                        |
|        | Tarxien           | Il-Kunsill Lokali ta' Ħal Tarxien                         | Malta        | 0,9            | 8.627                         |
|        | Valletta          | Il-Kunsill Lokali tal-Belt Valletta (Città Umillisima)    | Malta        | 0,8            | 5.827                         |
|        | Victoria (Rabat)  | Il-Kunsill Lokali tal-Belt Victoria (Città Victoria)      | Gozo         | 2,9            | 6.901                         |
|        | Ta' Xbiex         | Il-Kunsill Lokali ta' Ta' Xbiex                           | Malta        | 0,8            | 2.012                         |
|        | Xagħra            | Il-Kunsill Lokali tax-Xagħra                              | Gozo         | 7,6            | 4.886                         |
|        | Xewkija           | Il-Kunsill Lokali tax-Xewkija                             | Gozo         | 4,5            | 3.300                         |
|        | Xgħajra           | Il-Kunsill Lokali tax-Xgħajra                             | Malta        | 1              | 1.830                         |
|        | Żabbar            | Il-Kunsill Lokali ta' Ħaż-Żabbar (Città Hompesch)         | Malta        | 5,3            | 15.431                        |
|        | Żebbuġ            | Il-Kunsill Lokali ta' Ħaż-Żebbuġ (Città Rohan)            | Malta        | 8,7            | 12.239                        |
|        | Żebbuġ            | Il-Kunsill Lokali taż-Żebbuġ, Għawdex                     | Gozo         | 7,6            | 2.956                         |
|        | Żejtun            | Il-Kunsill Lokali taż-Żejtun (Città Beland)               | Malta        | 7,4            | 11386                         |
|        | Żurrieq           | Il-Kunsill Lokali taż-Żurrieq                             | Malta        | 10,5           | 10.962                        |

## Lista consiliilor comunităților locale din Malta
Unele din aceste consilii locale includ comitete (în malteză Kumitat Amministrattiv) care să ajute la administrarea unor comunități ale consiliului. Aceste comitete, în practică niște „mini-consilii locale”, operează începând din iulie 2010. Pe 27 martie 2010, în aceste așezări s-au desfășurat alegeri pentru comitetele comunităților locale:
- Il-Kumitat Amministrattiv ta' Bubaqra în Iż-Żurrieq
- Il-Kumitat Amministrattiv ta' Fleur-de-Lys în Birkirkara
- Il-Kumitat Amministrattiv tal-Kappara în San Ġwann
- Il-Kumitat Amministrattiv tal-Madliena în Is-Swieqi
- Il-Kumitat Amministrattiv ta' Marsalforn în Iż-Żebbuġ
- Il-Kumitat Amministrattiv ta' Paceville în San Ġiljan
- Il-Kumitat Amministrattiv ta' Santa Luċija, Għawdex în Ta' Kerċem
- Il-Kumitat Amministrattiv tax-Xlendi în Il-Munxar

În iunie 2010 s-au desfășurat alegeri pentru comitetele comunitare locale și în aceste așezări:
- Il-Kumitat Amministrattiv ta' Gwardmanġa în Tal-Pietà, Malta
- Il-Kumitat Amministrattiv tas-Swatar în Birkirkara and L-Imsida
- Il-Kumitat Amministrattiv tal-Baħrija în Ir-Rabat, Malta
- Il-Kumitat Amministrattiv ta' Baħar iċ-Ċagħaq în In-Naxxar
- Il-Kumitat Amministrattiv ta' San Pietru în Ħaż-Żabbar
- Il-Kumitat Amministrattiv ta' Burmarrad u l-Wardija în San Pawl il-Baħar
- Il-Kumitat Amministrattiv ta' Tal-Virtù în Ir-Rabat
- Il-Kumitat Amministrattiv ta' Ħal Farruġ în Ħal Luqa

În 2014, alegerile au avut loc în aceeași zi în toate aceste așezări, pe 24 mai.

### Alte așezări recunoscute, dar fără comitet comunitar local
- Albert Town în Il-Marsa, Malta
- Bengħisa în Birżebbuġa
- Il-Bidnija în Il-Mosta/L-Imġarr
- Bir id-Deheb în Iż-Żejtun/Ħal Għaxaq
- Il-Blata l-Bajda în Il-Ħamrun/Il-Marsa, Malta
- Tal-Blata l-Għolja în Il-Mosta
- Buġibba în San Pawl il-Baħar
- Bulebel iż-Żgħir în Ħaż-Żabbar
- Il-Buskett în Dingli/Is-Siġġiewi
- Ġebel San Martin în Iż-Żejtun
- L-Għadira în Il-Mellieħa
- Tal-Ibraġ în Is-Swieqi
- Il-Magħtab în In-Naxxar
- Il-Manikata în Il-Mellieħa
- Il-Pwales în San Pawl il-Baħar
- Il-Qajjenza în Birżebbuġa
- Il-Qawra în San Pawl il-Baħar
- Tar-Rabbat în Il-Ħamrun
- Salina în In-Naxxar
- San Martin în San Pawl il-Baħar
- Santa Margerita în Mosta
- Santa Maria Estate în Il-Mellieħa
- Ta' Ganza în Iż-Żejtun
- Ta' Giorni în San Ġiljan
- Ta' Kassja în Gozo
- Ta' Taħt iċ-Ċint în Iż-Żurrieq
- Tal-Barmil în Gozo
- Tal-Bebbux în Iż-Żurrieq
- Tal-Ħawli în Il-Birgu
- Tal-Millieri în Ħal Għaxaq
- Tal-Plier în Ħaż-Żabbar
- Tal-Qattus (Birkirkara) în Birkirkara
- Tal-Qattus (Għaxaq) în Ħal Għaxaq
- Tas-Salib în Il-Mellieħa
- Ta' Żwejt în San Ġwann
- Victoria Gardens în Is-Swieqi
- Wied iż-Żurrieq în Il-Qrendi
- Ix-Xemxija în San Pawl il-Baħar
- Ix-Xwieki în Ħal Għargħur
- Iż-Żebbiegħ în L-Imġarr
- Ta' Żokkrija în Il-Mosta